# Ciclismo en los Juegos Olímpicos de Moscú 1980
El ciclismo en los Juegos Olímpicos de Moscú  1980 se realizó en dos instalaciones de la ciudad de Moscú, entre el 20 y el 28 de julio de 1980.
En total se disputaron en este deporte 6 pruebas diferentes (todas en la categoría masculina), repartidas en dos disciplinas ciclistas: 2 pruebas de ruta y 4 de pista. El programa de competiciones se mantuvo sin cambios, como en la edición pasada.
El ciclista Lothar Thoms de la RDA batió el récord olímpico y mundial de kilómetro contrarreloj.

## Sedes
- Ciclismo en ruta – Ruta individual: circuito en el distrito de Krylatskoye, con salida y llegada al lado del Velódromo. Contrarreloj por equipos: circuito en la Autovía de Bielorrusia
- Ciclismo en pista – Velódromo de Krylatskoye

## Medallistas

### Ciclismo en ruta
| Evento                                 | Oro                                                                                             | Plata                                                                                            | Bronce                                                                                         |
| -------------------------------------- | ----------------------------------------------------------------------------------------------- | ------------------------------------------------------------------------------------------------ | ---------------------------------------------------------------------------------------------- |
| Ruta (28 de julio)                     | Serguei Sujoruchenkov · Unión Soviética · 4:48:28,9                                             | Czesław Lang · Polonia · 4:51:26,9                                                               | Yuri Barinov · Unión Soviética · 4:51:26,9                                                     |
| Contrarreloj por equipos (20 de julio) | Yuri Kashirin · Oleg Logvin · Serguei Shelpakov · Anatoli Yarkin · Unión Soviética · 2:01:21,74 | Falk Boden · Bernd Drogan · Olaf Ludwig · Hans-Joachim Hartnick · Alemania Oriental · 2:02:53,19 | Michal Klasa · Vlastibor Konečný · Alipi Kostadinov · Jiří Škoda · Checoslovaquia · 2:02:53,89 |

### Ciclismo en pista
| Evento                                | Oro | Plata                                                                                             | Bronce                                                                    |
| ------------------------------------- | --- | ------------------------------------------------------------------------------------------------- | ------------------------------------------------------------------------- |
| Velocidad individual (26 de julio)    | Lutz Heßlich · Alemania Oriental                                                                                   | Yavé Cahard · Francia                                                                             | Serguei Kopylov · Unión Soviética                                         |
| Persecución individual (24 de julio)  | Robert Dill-Bundi · Suiza · 4:35,66                                                                                | Alain Bondue · Francia · 4:42,96                                                                  | Hans-Henrik Ørsted · Dinamarca · 4:36,54                                  |
| Persecución por equipos (26 de julio) | Viktor Manakov · Valeri Movchan · Vladimir Osokin · Vitali Petrakov · Alexandr Krasnov · Unión Soviética · 4:15,70 | Gerald Mortag · Uwe Unterwalder · Matthias Wiegand · Volker Winkler · Alemania Oriental · 4:19,67 | Teodor Černý · Martin Penc · Jiří Pokorný · Igor Sláma · Checoslovaquia · |
| 1 km contrarreloj (22 de julio)       | Lothar Thoms · Alemania Oriental · 1:02,955 RM                                                                     | Alexandr Panfilov · Unión Soviética · 1:04,845                                                    | David Weller · Jamaica · 1:05,241                                         |

## Medallero
| Núm. | País              | Oro | Plata | Bronce | Total |
| ---- | ----------------- | --- | ----- | ------ | ----- |
| 1    | Unión Soviética   | 3   | 1     | 2      | 6     |
| 2    | Alemania Oriental | 2   | 2     | 0      | 4     |
| 3    | Suiza             | 1   | 0     | 0      | 1     |
| 4    | Francia           | 0   | 2     | 0      | 2     |
| 5    | Polonia           | 0   | 1     | 0      | 1     |
| 6    | Checoslovaquia    | 0   | 0     | 2      | 2     |
| 7    | Dinamarca         | 0   | 0     | 1      | 1     |
| 7    | Jamaica           | 0   | 0     | 1      | 1     |
|      | TOTAL             | 6   | 6     | 6      | 18    |